# Lars Rasmusson
Lars Rasmusson, född 10 juni 1798 i Ucklums socken, död där 6 april 1866, var en svensk bonde och politiker.
Lars Rasmusson var son till hemmansbrukaren Rasmus Larsson. Han var hemmansägare i byn Huveröd och tillhörde bondeståndet vid samtliga riksdagar 1840–1863 och var därunder ledamot av statsutskottet 1847–1863. 1844–1850 var han direktör vid Riksbankens lånekontor i Göteborg och 1859 statsrevisor. Rasmusson omfattade liberala åsikter i såväl tullfrågan som övriga frågor och var en god talare, även om han sällan begärde ordet. Särskilt i mitten av 1850-talet fungerade han som ett slags huvudman för bondeståndsliberalerna i deras kamp mot det regeringsvänliga, av skåningen Ola Månsson i Gårdlösa ledda partiet. Konflikten utspelade sig särskilt inom statsutskottet, där Lars Rasmusson drev på för sparsamhet i budgeten.